# Музей современного искусства метрополии Лилля
Музей современного искусства метрополии Лилля (ЛАМ; фр. Lille Métropole — musée d’Art moderne, d’Art contemporain et d’Art brut) — это музей, посвященный модернизму, современному искусству и ар брют. Находится в самом сердце городского парка Вильнев-д'Аска.
Коллекция музея насчитывает свыше 4800 экспонатов, расположенных на площади более 4000 квадратных метров. ЛАМ является единственным музеем в Европе, совмещающим основные компоненты искусства двадцатого и двадцать первого веков: модернизм, современное искусство и ар брют. Музей известен как экспозиция нескольких крупных работ таких художников как Пабло Пикассо, Амедео Модильяни, Хуана Миро, Жоржа Брака, Фернана Леже, Александр Колдер и Артур Bан Гекке. В музее представлена самая большая коллекция предметов искусства ар брют во Франции (дар коллекции л’Арасин). B ЛАМе, окруженном парком со скульптурами, также располагается библиотека.

## Коллекции

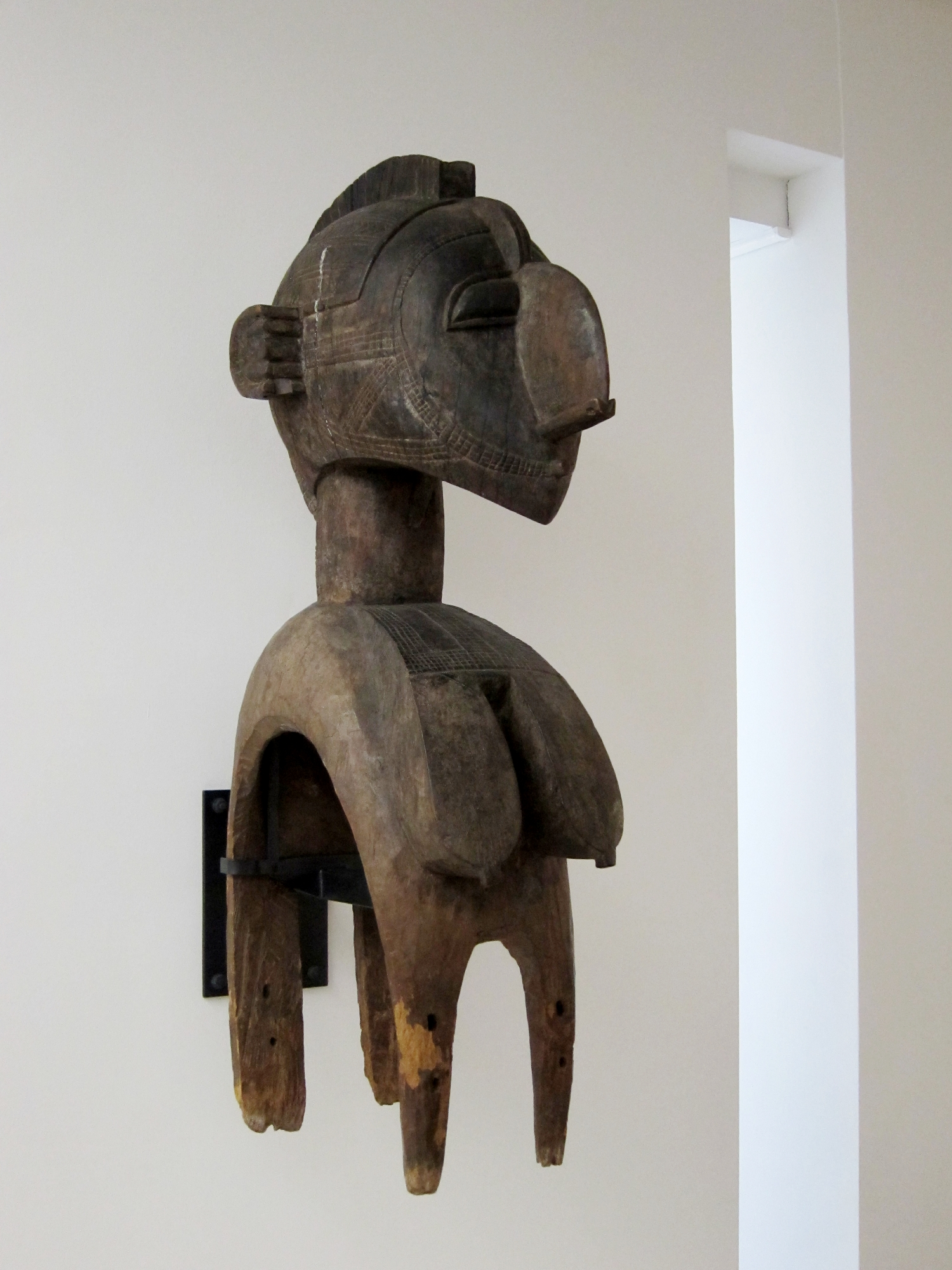
Masque nimba
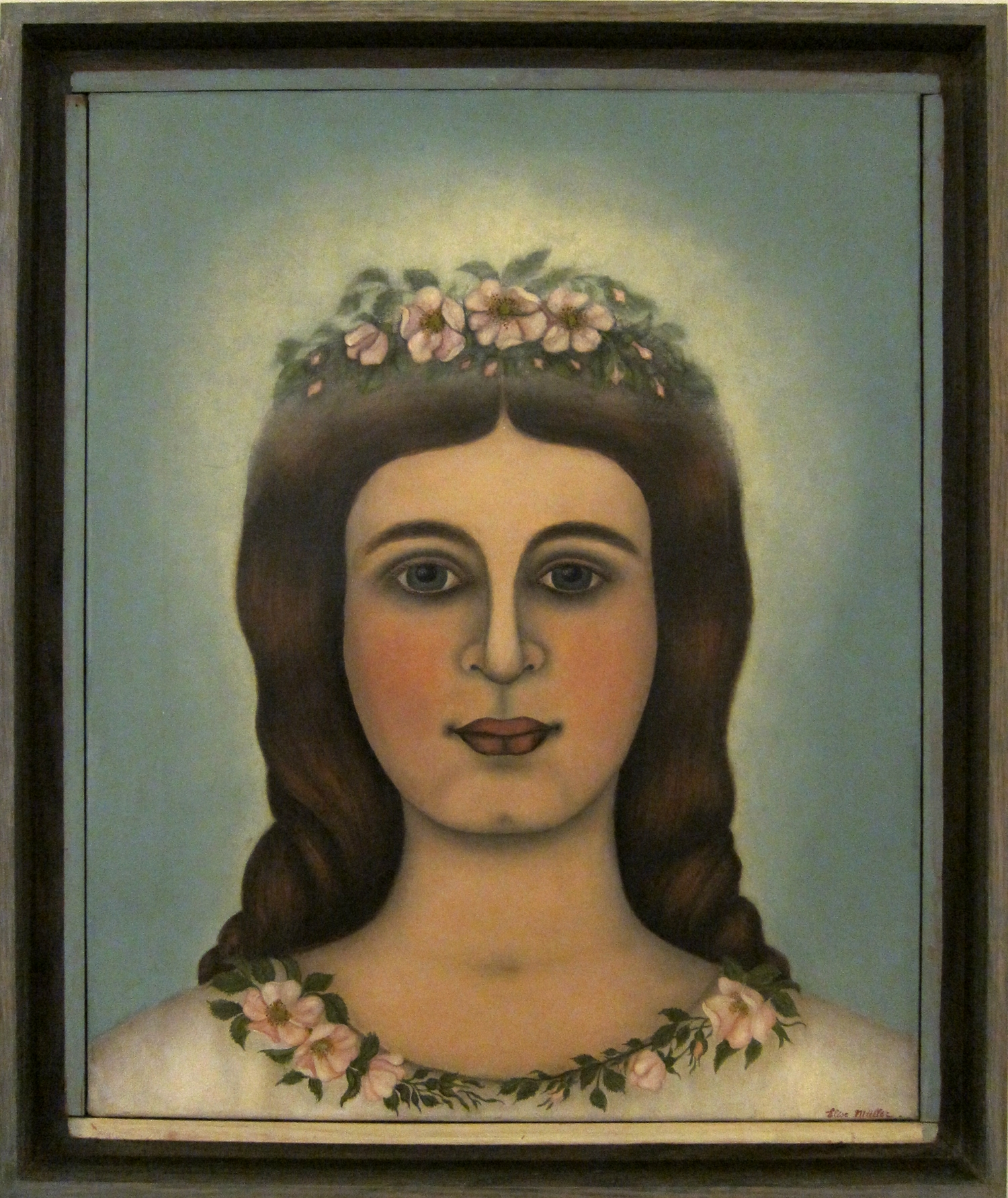
La fille de Jaïrus (1913) Элен Смит (1861-1929)
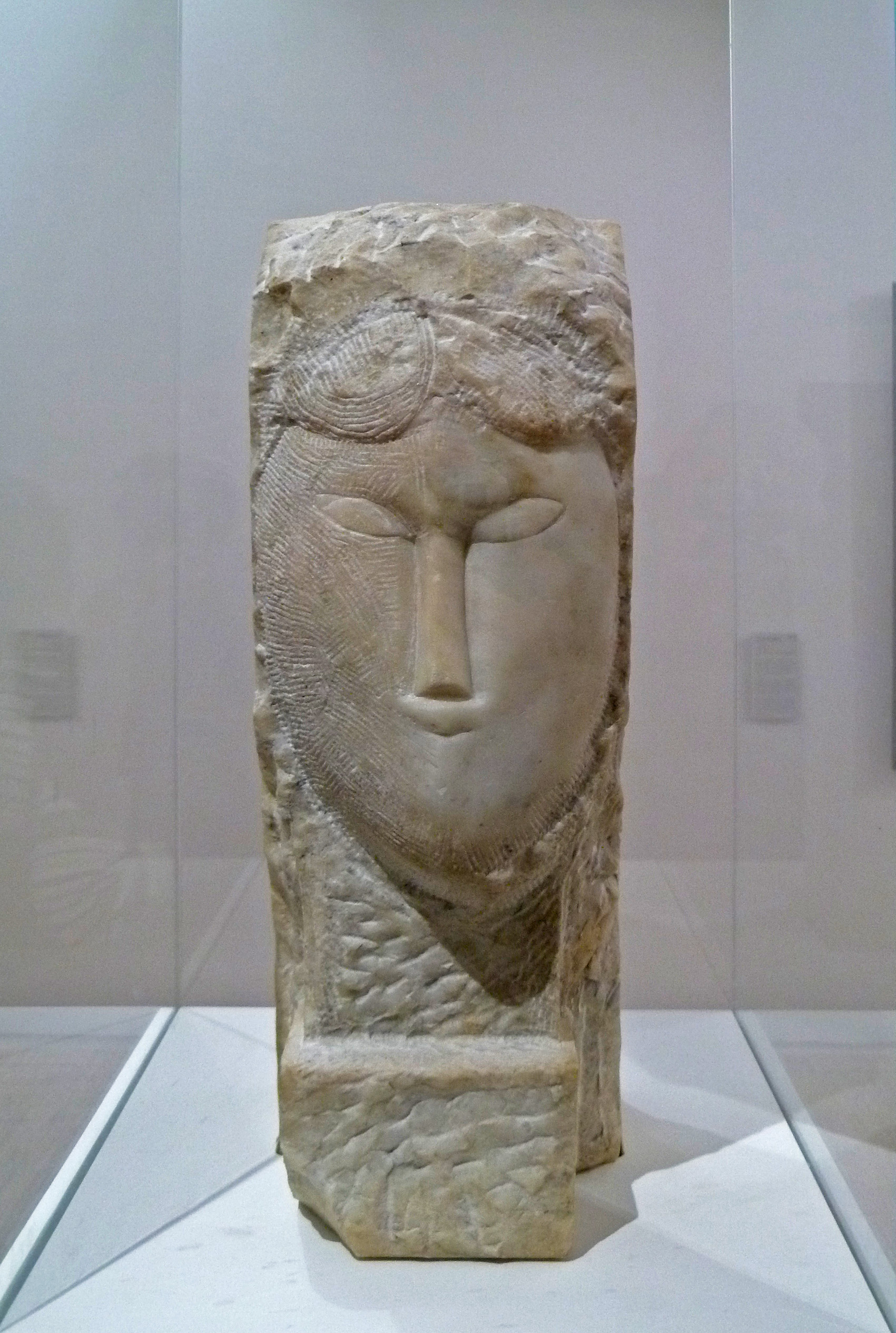
Tête de femme (1913) Амедео Модильяни (1884-1920)
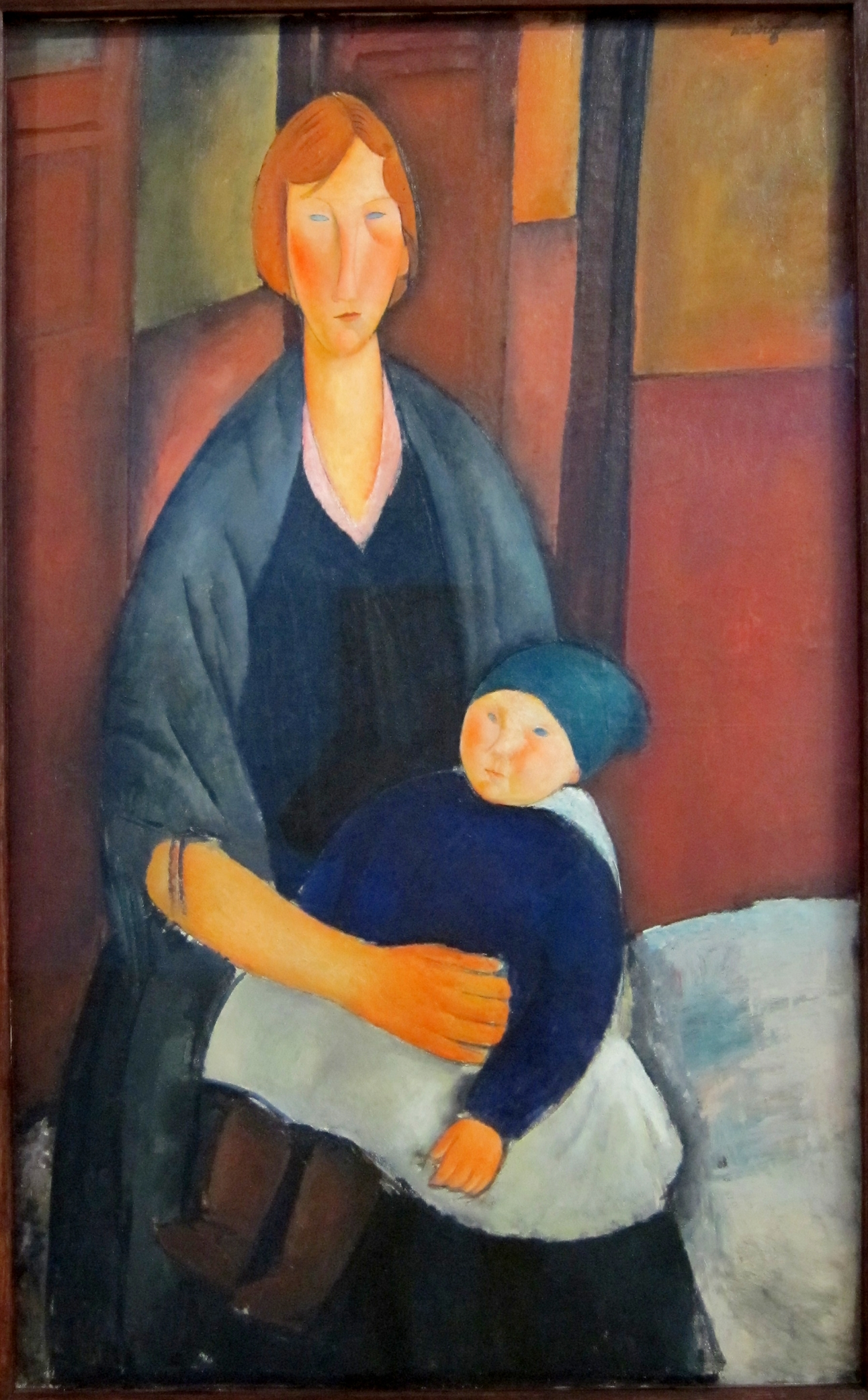
Maternité (1919) Амедео Модильяни
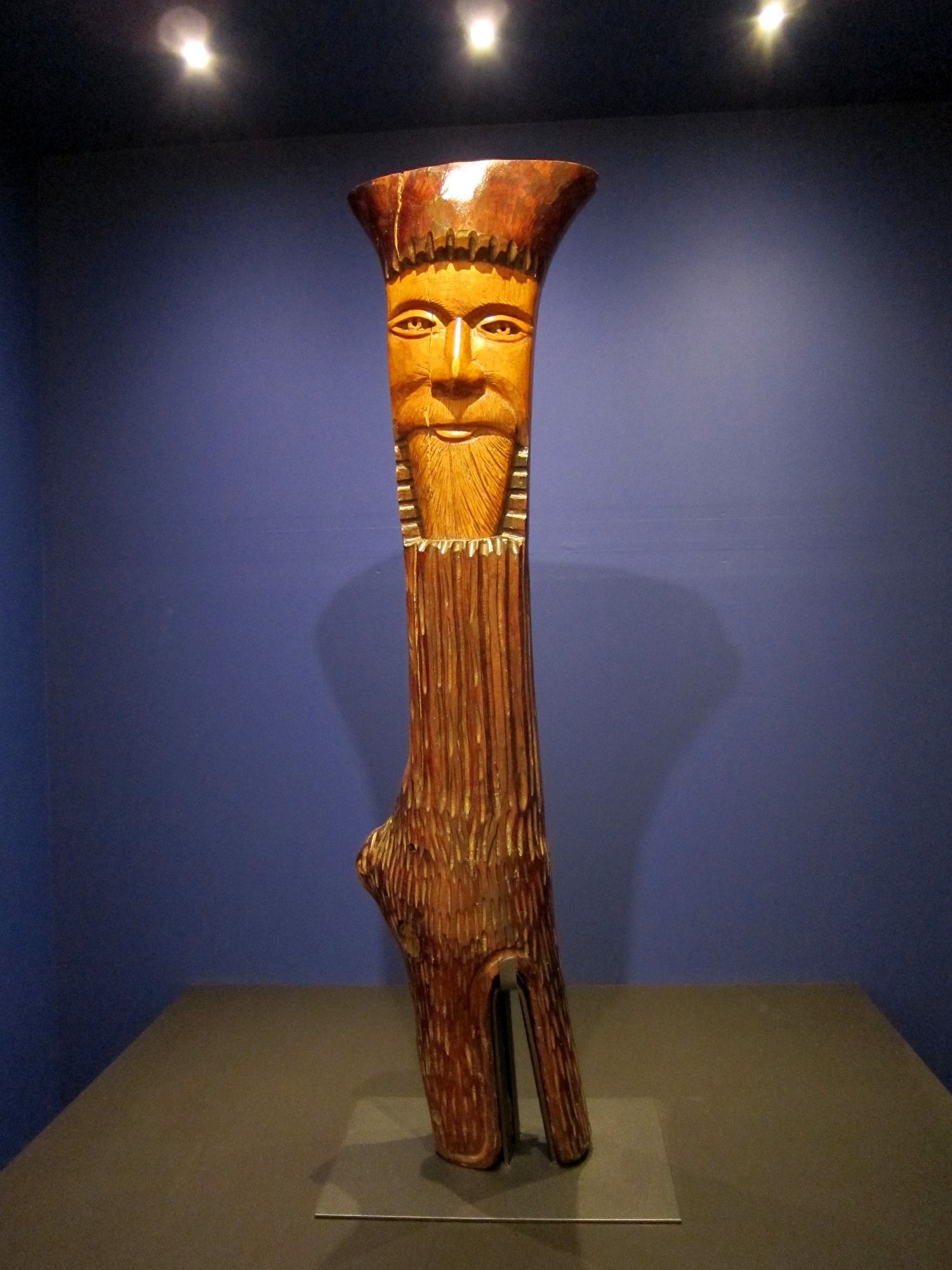
Homme-animal Adolphe Julien Fouéré